# Хлопчатниковое масло

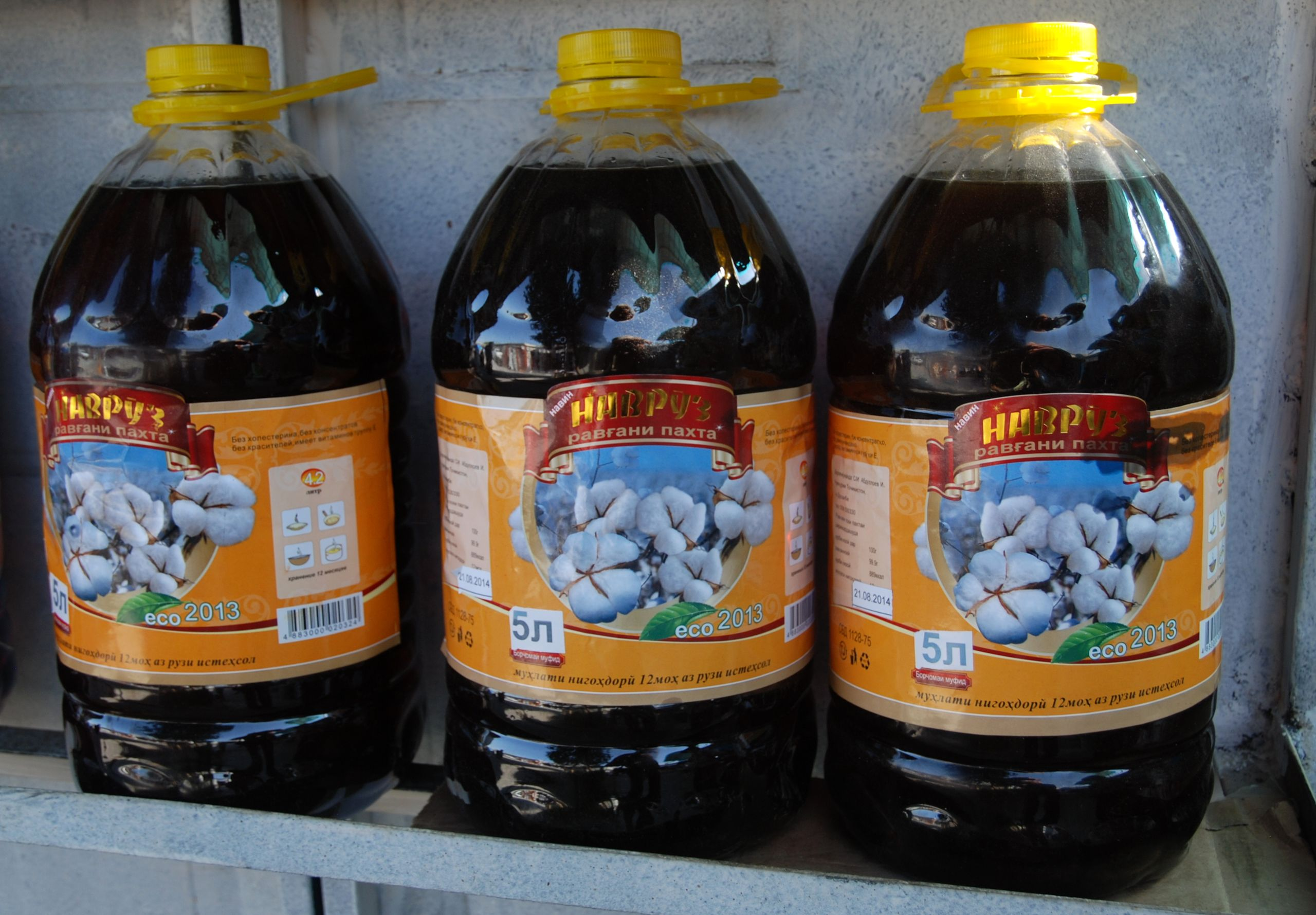
Хлопчатниковое масло

Хлопчатниковое масло или хлопковое масло — растительное масло, получаемое из семян различных видов хлопчатника.
Содержание масла в семенах невелико, редко превышает 25 %, а прессованием удается выделить его всего от 16 до 18 %. При таком низком содержании является выгодным производить это масло только ввиду того, что семена хлопчатника составляют не имеющий почти никакой цены отброс хлопчатобумажного производства.

## Технологический процесс
Отделенные от семенного пуха на декортикаторах и сортировках семена раздавливаются на вальцах, состоящих из 2—5 пар гладких цилиндров, делающих до 280 об/мин, и затем нагреваются на паровых жаровнях до 220 °C. Измельчённая и прогретая масса помещается в шерстяные мешки, перекладывается салфетками из конского волоса и отжимается на гидравлических прессах с силой 70 кгс/см². В последнее время стали с успехом применять двукратное прессование, первое — холодный отжим, а второе — при нагревании. Очистка масла производится обычным способом.
Сырое масло окрашено в бурый цвет, просветлённое имеет светло-красную или оранжевую окраску, а рафинированное — светло-жёлтую. Имеется и вовсе бесцветное масло, полученное обработкой щелочью с применением отбельных глин (на основе перлита). Хлопчатниковое масло принадлежит к числу тех масел, которые некоторыми классификаторами относятся к маслам невысыхающим, а другими выделяются в особый отдел полувысыхающих масел или группу масел хлопчатникового и сурепного.

## Физические свойства
- Удельный вес — от 0,9165 до 0,930 г/см3.
- Температура застывания от 0 °C до −2 °C.
- Выделение твёрдой составной части начинается при +12 °C.
- Число Генера 95,87—96,17.
- Число Морева — 85,23—90,33.
- Число Кэттстерфера 191—195.
- Ацетильное число 21,1—24,8.
- Йодное число не бывает ниже 101 и выше 110.
- Проба Момне даёт повышение температуры от 50 до 80 градусов.
- При элаидиновой пробе масло приобретает консистенцию коровьего.
- Увеличение веса при пробе Ливаша составляет около 6 % в 24 часа.
- Кислоты, выделенные из масла, плавятся при 35—38 °C и при пробе Гюбля дают числа от 110 до 115.

Из цветовых реакций наиболее характерной является отношение к серной кислоте удельного веса 1,76. С ней масло даёт красное или коричневое окрашивание, и после слабого нагревания получается соединение, нацело растворимое в воде. При нагревании наиболее легко омыляемой части хлопчатникового масла в течение часа с 3—4 % крепкой серной кислоты до 100 °C получается грязно-синий осадок, который, будучи промыт водой и очищен растворением в эфире, даёт тёмно-синюю краску эмпирического состава С17H2O4, растворяющуюся в крепкой серной кислоте с пурпуровым окрашиванием.
По химическому составу хлопчатниковое масло представляет смесь глицеридов кислот: стеариновой, пальмитиновой, олеиновой и льняномасляной. Отношение олеиновой к льняномасляной кислоте приблизительно, как 1:1,5.

## Использование
Хлопчатниковое масло употребляется отчасти как осветительное и пищевое, но в более значительных количествах применяется в мыловарении, причём в этом случае его чаще всего употребляют не в чистом виде, а в смеси с маслами пальмовым и кокосовым. Мыло с большим содержанием хлопчатникового масла плохо отсаливается и удерживает много воды. Для освещения служит только жидкая часть масла, отделенная охлаждением и отжиманием.
Твёрдая часть, под названием растительного стеарина, поступает в продажу отдельно и служит отчасти для замены настоящего стеарина, а отчасти для мыловарения (температура плавления его 32 °C, а температура застывания 4,5 °C).
Однако наибольшее употребление хлопчатниковое масло имеет для фальсификации более дорогих сортов масел: оливкового, орехового, льняного и др., а также свиного сала. Жмыхи из-под хлопчатникового масла могут быть использованы в корм скоту только тогда, когда семя было хорошо очищено и не содержало совершенно семенного пуха.